# Kurt Regling
Kurt Ludwig Regling (* 8. November 1876 in Berlin; † 10. August 1935 ebenda) war ein deutscher Numismatiker, der vor allem zur antiken Münzkunde forschte.

## Leben
Kurt Regling besuchte von 1886 bis 1895 das Friedrich-Wilhelm-Gymnasium in Berlin. 1895 bis 1899 studierte er an der Berliner Universität mit Hilfe eines Imhoof-Blumer-Stipendiums. 1899 wurde zum Dr. phil. mit der Schrift De belli Parthici Crassiani fontibus promoviert. Seit 1899 war er zunächst Volontär, seit 1899 wissenschaftlicher Hilfsarbeiter, seit 1902 Direktorialassistent, seit 1919 Kustos am Berliner Münzkabinett. 1921 wurde er Direktor der Sammlung, was er bis zu seinem Tode blieb. Regling habilitierte sich an der Universität Berlin 1907. Seit dieser Zeit lehrte Regling als Privatdozent für Münzkunde an der Berliner Universität, seit 1921 als Honorarprofessor.
Regling Hauptforschungsgebiet war die antike Numismatik, daneben die Medaillenkunst der Renaissance. Regling betrachtete die Münzen vor allem als selbstständige Kunstwerke. Er war unter anderem Mitarbeiter am Akademieprojekt Griechisches Münzwerk der Preußischen Akademie der Wissenschaften, wo er mit Behrendt Pick den Band Dacien und Moesien herausbrachte. Er erhielt 1929 die Archer M. Huntington Medal und 1933 die Medaille der Royal Numismatic Society. Zu seinen Ehren wurde die Kurt-Regling-Medaille gestiftet.
Reglings Grab auf dem Luisenfriedhof II in Berlin-Charlottenburg ist nicht erhalten.

## Veröffentlichungen (Auswahl)
- Die griechischen Münzen der Sammlung Warren. 2 Bände. Reimer, Berlin 1906; Textband, Textarchiv – Internet Archive – Tafelband, Textarchiv – Internet Archive.
- Terina (= Programm zum Winckelmannsfeste der Archäologischen Gesellschaft zu Berlin. 66). Reimer, Berlin 1906; Digitalisat.
- mit Behrendt Pick: Die Münzen von Odessos und Tomis. Reimer, Berlin 1910 (= Die antiken Münzen Nord-Griechenlands. Band 1: Die antiken Münzen von Dacien und Moesien. Halbband 2, Abt. 1).
- Römischer Denarfund von Fröndenberg. In: Zeitschrift für Numismatik, 1912, Band 29, S. 189–253; numismatics.org (PDF; 18 MB).
- als Herausgeber mit Hermann Reich (Hrsg.): Festschrift zu C. F. Lehmann-Haupts sechzigstem Geburtstage. Braumüller, Wien u. a. 1921 (= Janus, 1, ZDB-ID 847139-3).
- Die antike Münze als Kunstwerk. Schoetz & Parrhysius, Berlin 1924.
- Die Münzen von Priene. Schoetz, Berlin 1927.
- Der griechische Goldschatz von Prinkipo. Museum der Altertümer zu Istanbul. In: Zeitschrift für Numismatik, 1931, Band 41, S. 1–46; numismatics.org (PDF; 14 MB).

Darüber hinaus zahlreiche Aufsätze und Rezensionen in verschiedenen Fachzeitschriften.